# Elecciones municipales de 2023 en Fuerteventura
El 28 de mayo de 2023 se celebran elecciones municipales en los 6 municipios de la isla canaria de Fuerteventura. Ese día también se celebran elecciones al Cabildo de Fuerteventura y al Parlamento de Canarias.

## Resumen de alcaldías
| Municipio                           | Con | 2023                           |
| ----------------------------------- | --- | ------------------------------ |
| Puerto del Rosario                  | 21  | David de Vera (CC-PSOE-AMF)    |
| La Oliva                            | 21  | Isaí Blanco (CC-PSOE)          |
| Pájara                              | 21  | Alejandro Jorge (PSOE-CC)      |
| Antigua                             | 17  | Matias Peña (ALxAN)*           |
| Tuineje                             | 17  | Candelaria Umpiérrez (CC-PSOE) |
| Betancuria                          | 7   | Marcelino Cerdeña (UPBE)       |
| (*): Apoyo unánime a la candidatura |     |                                |

## Antigua
|                       | Candidatura | Candidatura                                             | Votos | %                               | Concejales electos              |
| --------------------- | ----------- | ------------------------------------------------------- | ----- | ------------------------------- | ------------------------------- |
| Antigua 17 concejales |             | Alternativa Local por Antigua-Nueva Canarias (ALxAN-NC) | 1 591 | 36,33                           | 7                               |
| Antigua 17 concejales |             | Partido Popular de Canarias (PP)                        | 779   | 17,78                           | 3                               |
| Antigua 17 concejales |             | Coalición Canaria (CCa)                                 | 677   | 15,46                           | 3                               |
| Antigua 17 concejales |             | Asambleas Municipales de Fuerteventura (AMF)            | 588   | 13,42                           | 2                               |
| Antigua 17 concejales |             | Contigo Somos Democracia (CONTIGO)                      | 256   | 5,84                            | 1                               |
| Antigua 17 concejales |             | Partido Socialista Obrero Español (PSOE)                | 236   | 5,38                            | 1                               |
| Antigua 17 concejales |             | Vox (VOX)                                               | 140   | 3,19                            | 0                               |
| Antigua 17 concejales |             | Plataforma por Fuerteventura (PXF)                      | 69    | 1,57                            | 0                               |
| Antigua 17 concejales | En blanco   | En blanco                                               | 43    | 0,98                            |                                 |
| Antigua 17 concejales | Votos nulos | Votos nulos                                             | 102   | Participación: \| \| 60,44 % \| | Participación: \| \| 60,44 % \| |
| Antigua 17 concejales | Votantes    | Votantes                                                | 4 481 | Participación: \| \| 60,44 % \| | Participación: \| \| 60,44 % \| |
|                       | 60,44 %     |                                                         |       |                                 |                                 |

## Betancuria
|                         | Candidatura | Candidatura                              | Votos | %                               | Concejales electos              |
| ----------------------- | ----------- | ---------------------------------------- | ----- | ------------------------------- | ------------------------------- |
| Betancuria 7 concejales |             | Unidos Por Betancuria (UPBE)             | 335   | 60,79                           | 4                               |
| Betancuria 7 concejales |             | Coalición Canaria (CCa)                  | 202   | 36,66                           | 3                               |
| Betancuria 7 concejales |             | Partido Socialista Obrero Español (PSOE) | 10    | 1,81                            |                                 |
| Betancuria 7 concejales |             | Partido Popular de Canarias (PP)         | 1     | 0,18                            |                                 |
| Betancuria 7 concejales |             | Vox (VOX)                                | 0     | 0                               |                                 |
| Betancuria 7 concejales | En blanco   | En blanco                                | 3     | 0,54                            |                                 |
| Betancuria 7 concejales | Votos nulos | Votos nulos                              | 2     | Participación: \| \| 85,73 % \| | Participación: \| \| 85,73 % \| |
| Betancuria 7 concejales | Votantes    | Votantes                                 | 553   | Participación: \| \| 85,73 % \| | Participación: \| \| 85,73 % \| |
|                         | 85,73 %     |                                          |       |                                 |                                 |

## La Oliva
|                        | Candidatura | Candidatura                                  | Votos | %                               | Concejales                      |
| ---------------------- | ----------- | -------------------------------------------- | ----- | ------------------------------- | ------------------------------- |
| La Oliva 21 concejales |             | Coalición Canaria de La Oliva (CCa)          | 2 080 | 29,29                           | 7                               |
| La Oliva 21 concejales |             | Partido Socialista Obrero Español (PSOE)     | 1 640 | 23,09                           | 6                               |
| La Oliva 21 concejales |             | Partido Popular de Canarias (PP)             | 1 631 | 22,96                           | 5                               |
| La Oliva 21 concejales |             | En Marcha (EN MARCHA)                        | 726   | 10,22                           | 2                               |
| La Oliva 21 concejales |             | Nueva Canarias-Bloque Canarista (NC-BC)      | 403   | 5,67                            | 1                               |
| La Oliva 21 concejales |             | Vox (VOX)                                    | 271   | 3,81                            |                                 |
| La Oliva 21 concejales |             | Asambleas Municipales de Fuerteventura (AMF) | 129   | 1,81                            |                                 |
| La Oliva 21 concejales |             | Contigo Somos Democracia (CONTIGO)           | 89    | 1,25                            |                                 |
| La Oliva 21 concejales | En blanco   | En blanco                                    | 132   | 1,85                            |                                 |
| La Oliva 21 concejales | Votos nulos | Votos nulos                                  | 200   | Participación: \| \| 49,84 % \| | Participación: \| \| 49,84 % \| |
| La Oliva 21 concejales | Votantes    | Votantes                                     | 7 301 | Participación: \| \| 49,84 % \| | Participación: \| \| 49,84 % \| |
|                        | 49,84 %     |                                              |       |                                 |                                 |

## Pájara
|                      | Candidatura | Candidatura                                  | Votos | %                               | Concejales                      |
| -------------------- | ----------- | -------------------------------------------- | ----- | ------------------------------- | ------------------------------- |
| Pájara 21 concejales |             | Partido Socialista Obrero Español (PSOE)     | 2 241 | 35,16                           | 8                               |
| Pájara 21 concejales |             | Coalición Canaria (CCa)                      | 1 727 | 27,09                           | 6                               |
| Pájara 21 concejales |             | Juntos por Pájara-Nueva Canarias (JXP-NC)    | 900   | 14,12                           | 3                               |
| Pájara 21 concejales |             | Asambleas Municipales de Fuerteventura (AMF) | 708   | 11,10                           | 2                               |
| Pájara 21 concejales |             | Partido Popular de Canarias (PP)             | 511   | 8,01                            | 2                               |
| Pájara 21 concejales |             | Vox (VOX)                                    | 128   | 2,00                            |                                 |
| Pájara 21 concejales |             | Contigo Somos Democracia (CONTIGO)           | 90    | 1,41                            |                                 |
| Pájara 21 concejales | En blanco   | En blanco                                    | 68    | 1,06                            |                                 |
| Pájara 21 concejales | Votos nulos | Votos nulos                                  | 165   | Participación: \| \| 51,31 % \| | Participación: \| \| 51,31 % \| |
| Pájara 21 concejales | Votantes    | Votantes                                     | 6 538 | Participación: \| \| 51,31 % \| | Participación: \| \| 51,31 % \| |
|                      | 51,31 %     |                                              |       |                                 |                                 |

## Puerto del Rosario
|                                  | Candidatura | Candidatura                                     | Votos  | %                               | Concejales                      |
| -------------------------------- | ----------- | ----------------------------------------------- | ------ | ------------------------------- | ------------------------------- |
| Puerto del Rosario 21 concejales |             | Coalición Canaria (CCa)                         | 3 922  | 25,11                           | 7                               |
| Puerto del Rosario 21 concejales |             | Fuerteventura Avanza (FA)                       | 2 672  | 17,11                           | 4                               |
| Puerto del Rosario 21 concejales |             | Partido Popular de Canarias (PP)                | 2 586  | 16,55                           | 4                               |
| Puerto del Rosario 21 concejales |             | Partido Socialista Obrero Español (PSOE)        | 2 225  | 14,24                           | 4                               |
| Puerto del Rosario 21 concejales |             | Asambleas Municipales de Fuerteventura (AMF)    | 1 107  | 7,08                            | 1                               |
| Puerto del Rosario 21 concejales |             | Vox (VOX)                                       | 980    | 6,27                            | 1                               |
| Puerto del Rosario 21 concejales |             | Nueva Canarias-Frente Amplio Canarista (NC-FAC) | 559    | 3,57                            |                                 |
| Puerto del Rosario 21 concejales |             | Drago Verdes Canarias (DVC)                     | 487    | 3,11                            |                                 |
| Puerto del Rosario 21 concejales |             | Unidas Sí Podemos (USP)                         | 340    | 2,17                            |                                 |
| Puerto del Rosario 21 concejales |             | Plataforma por Fuerteventura (PXF)              | 338    | 2,16                            |                                 |
| Puerto del Rosario 21 concejales |             | Contigo Somos Democracia (CONTIGO)              | 166    | 1,06                            |                                 |
| Puerto del Rosario 21 concejales | En blanco   | En blanco                                       | 234    | 1,49                            |                                 |
| Puerto del Rosario 21 concejales | Votos nulos | Votos nulos                                     | 441    | Participación: \| \| 54,08 % \| | Participación: \| \| 54,08 % \| |
| Puerto del Rosario 21 concejales | Votantes    | Votantes                                        | 16 057 | Participación: \| \| 54,08 % \| | Participación: \| \| 54,08 % \| |
|                                  | 54,08 %     |                                                 |        |                                 |                                 |

## Tuineje
|                       | Candidatura | Candidatura                                  | Votos | %                               | Concejales                      |
| --------------------- | ----------- | -------------------------------------------- | ----- | ------------------------------- | ------------------------------- |
| Tuineje 17 concejales |             | Partido Popular de Canarias (PP)             | 2 183 | 33,96                           | 6                               |
| Tuineje 17 concejales |             | Coalición Canaria (CCa)                      | 2 003 | 31,16                           | 6                               |
| Tuineje 17 concejales |             | Partido Socialista Obrero Español (PSOE)     | 941   | 14,64                           | 3                               |
| Tuineje 17 concejales |             | Asambleas Municipales de Fuerteventura (AMF) | 627   | 9,75                            | 1                               |
| Tuineje 17 concejales |             | Nueva Canarias-Bloque Canarista (NC-BC)      | 394   | 6,13                            | 1                               |
| Tuineje 17 concejales |             | Vox (VOX)                                    | 149   | 2,31                            |                                 |
| Tuineje 17 concejales |             | Contigo Somos Democracia (CONTIGO)           | 37    | 0,57                            |                                 |
| Tuineje 17 concejales | En blanco   | En blanco                                    | 93    | 1,44                            |                                 |
| Tuineje 17 concejales | Votos nulos | Votos nulos                                  | 193   | Participación: \| \| 58,03 % \| | Participación: \| \| 58,03 % \| |
| Tuineje 17 concejales | Votantes    | Votantes                                     | 6 620 | Participación: \| \| 58,03 % \| | Participación: \| \| 58,03 % \| |
|                       | 58,03 %     |                                              |       |                                 |                                 |